# Walter Browne
Walter Shawn Browne (* 10. Januar 1949 in Sydney; † 24. Juni 2015 in Las Vegas) war ein australisch-US-amerikanischer Schachmeister.

## Leben
Walter Brownes Eltern, ein US-amerikanischer Vater und eine australische Mutter, siedelten von Australien in das Gebiet von New York City in den USA um, als Browne drei Jahre alt war. Im Jahre 1966 wurde er Jugendmeister der USA. Er brach die Highschool ab und verlegte sich ganz auf das Schachspielen. Einen Trainer hatte er nie, stattdessen spielte er unzählige Blitzpartien um kleine Einsätze. 1969 vertrat er Australien beim Zonenturnier in Singapur, wo er gemeinsam mit Renato Naranja siegte und anschließend von der FIDE zum Internationalen Meister ernannt wurde. Browne erhielt auf seinen Erfolg hin eine Einladung zum Großmeisterturnier in San Juan (Puerto Rico), das 1969 stattfand. Bei diesem Turnier gelang ihm ein Sieg gegen Lubomir Kavalek und in der Endabrechnung ein geteilter zweiter Platz mit Bruno Parma und Arthur Bisguier hinter Weltmeister Boris Spasski. Die FIDE verlieh Browne daraufhin den Titel Großmeister.
Im Jahre 1973 zog Browne nach Kalifornien. Nach dem Rückzug Bobby Fischers vom Schach galt er als einer der führenden Schachspieler in den USA. Er gewann die USA-Meisterschaft sechs Mal, das National Open 11 Mal, das American Open sieben Mal und das U.S. Open und das World Open jeweils drei Mal. Zu seinen bedeutendsten Erfolgen in internationalen Turnieren zählen seine Siege in Venedig 1971, Wijk aan Zee 1974 und 1980, Reykjavík 1978, Chile 1981, Indonesien 1982 (ein Mammutturnier mit 26 Teilnehmern und 25 Runden), beim New York Open 1983, Gjøvik 1983 und Næstved 1985. Browne gewann die Internationale Deutsche Meisterschaft 1975 in Mannheim vor Ludek Pachmann und Raymond Keene.
Für die Kandidatenkämpfe zur Schachweltmeisterschaft qualifizierte er sich jedoch nie. Beim Interzonenturnier Manila 1976 kam er lediglich auf Platz 15, und am Interzonenturnier 1979 konnte er nicht teilnehmen, weil er 1978 nicht bei der Landesmeisterschaft der USA angetreten war und man ihm keinen Freiplatz gewährte. Browne nahm an insgesamt sechs Schacholympiaden teil: 1970 und 1972 jeweils am Spitzenbrett für Australien sowie 1974, 1978, 1982 und 1984 für die USA. Dabei erzielte er 55,5 Punkte aus 86 Partien. Er erreichte 1972 das drittbeste Einzelergebnis am ersten Brett und gewann bei allen vier Teilnahmen mit den Vereinigten Staaten die Mannschafts-Bronzemedaille. Im Jahre 1988 gründete er die World Blitz Chess Association, eine Organisation zur Förderung des Blitzschachs, und gab die Zeitschrift Blitz Chess heraus. Der US-Schachverband USCF nahm Browne 2003 in die US Chess Hall of Fame auf. Zuletzt siegte er bei der offenen US-Seniorenmeisterschaft 2005.
Brownes Stil war sehr scharf und angriffsorientiert. Dabei profitierte er von seinen guten Eröffnungskenntnissen, unter anderem galt er als Experte für die Najdorf-Variante der Sizilianischen Verteidigung. Er war auch für sein äußerst nervöses Verhalten am Brett bekannt.
Browne hatte in seinen späten Jahren Kehlkopfkrebs, der jedoch in Remission ging. Er starb in der Nacht zum 24. Juni 2015 an nicht näher angegebener Ursache im Schlaf, als er nach der Teilnahme beim Schachfestival in Las Vegas und Schachturnier National Open bei einem Freund übernachtete. Er nahm bis zuletzt regelmäßig erfolgreich an Schachturnieren teil. Browne war verheiratet.

## Partiebeispiel
|   | a | b | c | d | e | f | g | h |   |
| 8 |   |   |   |   |   |   |   |   | 8 |
| 7 |   |   |   |   |   |   |   |   | 7 |
| 6 |   |   |   |   |   |   |   |   | 6 |
| 5 |   |   |   |   |   |   |   |   | 5 |
| 4 |   |   |   |   |   |   |   |   | 4 |
| 3 |   |   |   |   |   |   |   |   | 3 |
| 2 |   |   |   |   |   |   |   |   | 2 |
| 1 |   |   |   |   |   |   |   |   | 1 |
|   | a | b | c | d | e | f | g | h |   |

Stellung nach 13. … c7–c6
Eine starke Eröffnungsneuerung brachte Browne mit den weißen Steinen in seiner Partie gegen Arthur Bisguier bei der US-Landesmeisterschaft 1974.
In der Diagrammstellung, die aus einer der Hauptvarianten der Russischen Verteidigung (ECO-Code C42) entstanden war, spielte er den verblüffenden Zug 14. Lc1–h6. Der Sinn davon ist, ein Tempo zur Verbindung der Türme zu gewinnen, die Diagonale zu öffnen und die unrochierte Stellung des schwarzen Königs in der e-Linie auszunutzen. Nach einer Annahme des Läuferopfers beabsichtigte Browne die Fortsetzung: 14. … g7xh6 15. Te1–e5 Dd5–d7 16. Ta1–e1 Lf5–e6 17. d4–d5 c6xd5 18. Te5xe6 f7xe6 19. Dc3xh8+ Le7–f8 20. Dh8–f6 Lf8–e7 21. Te5xe6 und gewinnt. Bisguier entschied sich nach 45-minütigem Nachdenken zu 14. … Th8–g8. Es folgte 15. Te1–e5 Dd5–d7 16. Ta1–e1 Lf5–e6 17. Sf3–g5 0–0–0 18. Sg5xf7 Le6xf7 19. Te5xe7 Dd7xd4 20. Te7xf7 Dd4xc3 21. b2xc3 g7xh6 22. Te1–b1 und Weiß gewann die Partie nach 40 Zügen.

## Poker
Seit den 1970er Jahren spielte Browne auch Poker. Er wurde unter anderem bei der World Series of Poker 2007 in Las Vegas Zweiter bei einem Turnier der Variante H.O.R.S.E. und gewann 131.445 US-Dollar. Insgesamt erreichte er 2007 dreimal die Geldränge. Bei der Seniors No-Limit Hold’em Championship, zu dessen Teilnahme ein Spieler mindestens 50 Jahre alt sein muss, erreichte Browne 2010, 2011 und 2014 die Geldränge.